# Трогон чорноволий
Трогон чорноволий (Trogon melanocephalus) — вид птахів родини трогонових (Trogonidae).

## Поширення
Вид поширений на півдні Мексики та Центральній Америці на південь до Коста-Рики. Його природним середовищем існування є субтропічні або тропічні сухі ліси, субтропічні або тропічні вологі низинні ліси та сильно деградований колишній ліс.

## Опис
Птах завдовжки 28 см, вагою 90 г. Верхня частина тіла, голова та груди у самців чорні з синьо-зеленим відблиском, у самиць темно-сірі. Живіт яскраво-жовтих з білою смугою на грудях.